# Olympische Jugend-Winterspiele 2012/Teilnehmer (Monaco)
| Gelbes Symbol für Goldmedaillen mit stilisierten Olympischen Ringen | Graues Symbol für Silbermedaillen mit stilisierten Olympischen Ringen | Braundes Symbol für Bronzemedaillen mit stilisierten Olympischen Ringen |
| ------------------------------------------------------------------- | --------------------------------------------------------------------- | ----------------------------------------------------------------------- |
| —                                                                   | —                                                                     | 1                                                                       |

Monaco nahm an den Olympischen Jugend-Winterspielen 2012 in Innsbruck mit drei Athleten in zwei Sportarten teil.

## Sportarten

### Bob
| Athleten                  | Wettbewerb | Durchgang 1 | Durchgang 2 | Gesamt      | Gesamt |
| Athleten                  | Wettbewerb | Zeit        | Zeit        | Zeit        | Rang   |
| ------------------------- | ---------- | ----------- | ----------- | ----------- | ------ |
| Jungen                    |            |             |             |             |        |
| Rudy Rinaldi Jeremy Torre | Zweierbob  | 54,65 s     | 54,66 s     | 1:41,39 min | Bronze |

### Ski Alpin
| Athleten      | Wettbewerb   | Durchgang 1 | Durchgang 2 | Gesamt      | Gesamt |
| Athleten      | Wettbewerb   | Zeit        | Zeit        | Zeit        | Rang   |
| ------------- | ------------ | ----------- | ----------- | ----------- | ------ |
| Jungen        |              |             |             |             |        |
| Bryan Pelassy | Super-G      |             |             | 1:16,51 min | 38     |
| Bryan Pelassy | Riesenslalom | 1:06,17 min | 1:01,56 min | 2:07,73 min | 33     |
| Bryan Pelassy | Slalom       | 48,19 s     | DNF         | -           | -      |
| Bryan Pelassy | Kombination  | 1:13,58 min | 45,16 s     | 1:58,74 min | 30     |